# Bloomingburg (Ohio)
Pour les articles homonymes, voir Bloomingburg.
Bloomingburg est un village américain situé dans le comté de Fayette, dans l'Ohio. Selon le recensement de 2010, sa population est de 938 habitants.